# 大鳗螈
大鰻螈（學名：Siren lacertina）是一種像鰻魚的兩棲類動物。牠被分類為有尾目被受爭議。最大的大鰻螈可以成長至48-97厘米長。體色由深綠色至接近黑色，而下腹則是淺灰色或黃色。年輕的大鰻螈在其兩側有一條淺色的斑紋，隨著年紀漸長而消退。它們有大的鰓，沒有後腳。前腳有四趾，細少而可以收藏於鰓內。
大鰻螈一般都是食肉動物及以環節動物、昆蟲、蝸牛及細少的魚為食物，不過牠們亦曾被發現以植物為食物。牠們有體側線的感官器官用作探測獵物。
牠們生活在華盛頓哥倫比亞特區至佛羅里達州一帶。雌性於二月至三月間產卵，可多達500個卵。卵在約兩個月後孵化。而卵的受精方法卻仍未知。